# Gabriel Zapata Correa
Gabriel Ignacio Zapata Correa (Medellín, Antioquia, 19 de junio de 1951) es un político colombiano.
Miembro del Partido Conservador y ha sido elegido por elección popular para integrar el Senado y la Cámara de Representantes de Colombia.
Graduado de Ingeniería Química en la Pontificia Universidad Bolivariana, ejerció su profesión durante varios años, hasta que en 1986 a nombre del Partido Conservador es elegido concejal de Medellín. Mantiene su curul siendo reelecto en 1988, 1990 y 1992, haciendo parte del movimiento Equipo Colombia (dentro del conservatismo), liderado por Luis Alfredo Ramos. En las elecciones legislativas de 1994 gana un escaño en la Cámara de Representantes. Desde 1998 ha sido Senador destacándose en las comisiones económicas del Congreso; fue reelecto en 2002 y 2006, como parte de Alas Equipo Colombia, nuevo partido liderado por Ramos.
Estuvo investigado por el escándalo de la parapolítica pero la Corte Suprema de Justicia archivó la investigación al no encontrar ningún vínculo entre el senador Zapata y los grupos armados ilegales.

## Congresista de Colombia
En las elecciones legislativas de Colombia de 1998, Zapata Correa fue elegido senador de la república de Colombia con un total de 41.321 votos, posteriormente en las elecciones legislativas de Colombia de 2002, es reelecto senador con un total de 228.499 votos. De la misma manera en 2006 y 2010, mantiene su reelección con 32.252 y 42.043 votos respectivamente. En las elecciones legislativas de Colombia de 1994, Zapata Correa había sido elegido miembro de la Cámara de Representantes de Colombia.
Su última unidad de trabajo legislativo (UTL) fue conformada por:
- Arango Londono, Oscar Ivan
- Castrillon Toro, María Eugenia
- Guerrero De Ovalle, María Teresa
- Obando Henao, Adriana I
- Ospina Gómez, Nora Elcy
- Pineda Serna, Juan Diego
- Restrepo Ruiz, Martha Luz
- Restrepo Ruiz, Juan Guillermo

### Iniciativas
El legado legislativo de Gabriel Ignacio Zapata Correa se identificó por su participación en las siguientes iniciativas desde el congreso:

- Consagrar la edad mínima para registrarse y ser miembro de redes sociales en Internet (Retirado).[4]
- Derogar el artículo 3° de la Ley 790 de 2002 que fusionó los Ministerios del Interior y el Ministerio de Justicia y del Derecho en el Ministerio del Interior y la Justicia (Archivado).[5]
- Consagrar la edad de retiro forzoso en el servicio público a los 70 años.[6]
- Prohibir que las entidades territoriales deleguen a cualquier título, la administración de los diferentes tributos a terceros y se dictan otras disposiciones (Aprobado).[7]
- Establecer normas jurídicas congruentes con las necesidades actuales de nuestra sociedad, que permitan de una vez por todas crear un orden legal proporcionado (Retirado).[8]

## Carrera política
Su trayectoria política se ha identificado por:

### Partidos políticos
A lo largo de su carrera ha representado los siguientes partidos:
| Partido político                | Fecha Inicio             | Fecha Fin                |
| Partido Conservador             | 14 de septiembre de 2009 |                          |
| Movimiento Alas Equipo Colombia | 14 de diciembre de 2005  | 14 de septiembre de 2009 |
| Equipo Colombia                 | 20 de julio de 2002      | 14 de diciembre de 2005  |
| Partido Conservador             | 20 de julio de 1998      | 19 de julio de 2002      |

### Cargos públicos
Entre los cargos públicos ocupados por Gabriel Ignacio Zapata Correa, se identifican:
| Cargo público             | Partido político    | Fecha Inicio        | Fecha Fin               |
| Senador de la República   | Partido Conservador | 20 de julio de 2010 | 20 de julio de 2014     |
| Senador de la República   | Partido Conservador | 20 de julio de 1996 | 19 de julio de 2010     |
| Senador de la República   | Partido Conservador | 20 de julio de 2002 | 19 de julio de 2006     |
| Senador de la República   | Partido Conservador | 20 de julio de 1998 | 19 de julio de 2002     |
| Representante a la Cámara | Partido Conservador | 20 de julio de 1994 | 19 de julio de 1998     |
| Concejal de Medellín      | Partido Conservador | 16 de marzo de 1993 | 31 de diciembre de 1997 |
| Concejal de Medellín      | Partido Conservador | 16 de marzo de 1986 | 16 de marzo de 1988     |